# علوم عصبية جزيئية
العلوم العصبية الجزيئية Molecular Neuroscience هي أحد فروع العلوم العصبية التي تدرس بيولوجيا الجهاز العصبي باستخدام علم الأحياء الجزيئي وعلم الوراثة الجزيئي. يغطي هذا المجال دراسة عدة مواضيع مثل التشريح العصبي الجزيئي، وآليات توصيل الإشارات الجزيئي في الجهاز العصبي، والتأثيرات الوراثية والتخلقية على التطور العصبي، والأساس الجزيئي لأمراض التنكس العصبي واللدونة العصبية. يعتبر علم الأعصاب الجزيئي مجالًا جديدًا، ويتسم بالديناميكية بشكل مشابه لعلم البيولوجيا الجزيئي.

## تحديد موقع النواقل العصبية
في البيولوجيا الجزيئية، يحدث التواصل بين العصبونات نموذجيًا من خلال الانتقال الكيميائي عبر الفجوات ما بين الخلايا والتي تسمى المشابك. تنظم المواد الكيميائية المنقولة، التي تعرف بالنواقل العصبية، قسمًا كبيرًا من الوظائف الجسدية الحيوية. يمكن تحديد موقع النواقل العصبية تشريحيًا باستخدام تقنيات التوسيم. يمكن استعراف نواقل عصبية محددة كيميائيًا مثل الكاتيكولامينات من خلال تثبيت المقطع النسيجي العصبي بالفورمالديهايد، ما يسبب تألقًا مُحدثًا بالفورمالديهايد عند تعرضه للأشعة فوق البنفسجية. استُعرف الدوبامين، وهو أحد الكاتيكولامينات، عند ديدان الربداء الرشيقة الاسطوانية باستخدام هذه التقنية. تشتمل الكيمياء الخلوية المناعية، التي تتضمن توجيه الأضداد ضد كيانات بيولوجية أو كيميائية مستهدفة، على عدة تقنيات أخرى. يمكن وسم الناقل العصبي المستهدف بشكل خاص من خلال الأضداد الأولية والثانوية بالإضافة إلى الوسم المشع من أجل استعراف الناقل العصبي باستخدام التصوير الإشعاعي الذاتي. يمكن ملاحظة وجود الناقل العصبي (ليس بالضرورة موقعه) باستخدام الكيمياء الخلوية المناعية المرتبطة بالإنزيم أو مقايسة الممتز المناعي المرتبط بالإنزيم (الإلايزا) إذ يحرض ربط الركائز في المقايسات الإنزيمية الترسيب، أو الملونات التألقية، أو الضيائية الكيميائية. إن كان استعراف النواقل العصبية غير ممكن باستخدام الكيمياء النسيجية، يمكن استخدام طرق بديلة لتحديد موقعها من خلال آليات قبطها العصبي.

## القنوات الأيونية المبوبة بالجهد
تمتلك الخلايا المستثارة في العضوية الحية قنوات أيونية حساسة لفروق الجهد (مبوبة بالجهد)، ويمكن ملاحظتها في عصبونات الجهاز العصبي. ميز آلن هودجكين وأندرو هكسلي أولى القنوات الأيونية، وهي قنوات الصوديوم والبوتاسيوم الأيونية. درس هكسلي في خمسينيات القرن التاسع عشر المحوار العملاق للحبار الأوروبي من جنس السبيدج. أوضحت أبحاثهم النفوذية الانتقائية للأغشية الخلوية، بناءً على الحالة الفيزيولوجية، والتأثيرات الكهربائية التي تنتج من تلك النفوذية في إنشاء كمونات عمل.

### قنوات الصوديوم الأيونية
تُعتبر قنوات الصوديوم الأيونية من أُوَل القنوات الأيونية المبوبة بالجهد التي عُزلت في 1984 من الأنقليس الرعاد من قبل شوساكو نوما. استُخدم سم الينفوخية التيترودوتوكسين، وهو حاصر لقنوات الصوديوم، في عزل بروتين قناة الصوديوم عبر ربطه باستخدام تقنية الكروماتوغرافيا العمودية للفصل الكيميائي. حُللت متوالية الحمض الأميني للبروتين باستخدام تدرك إيدمان ثم استُخدمت في إنشاء مكتبة دنا متمم التي يمكن استخدامها في استنساخ بروتين القناة. استنساخ القناة ذاتها مسموح في تطبيقات مثل استعراف القنوات نفسها عند الحيوانات الأخرى. تُعرَف قنوات الصوديوم بأنها تعمل بالتناغم مع عمل قنوات البوتاسيوم خلال تطوير كمونات العمل والكمونات المتدرجة. تسمح قنوات الصوديوم بتدفق أيونات الصوديوم إلى العصبون، إذ ينتج عن ذلك زوال استقطاب الجهد الكامن لغشاء العصبون، ما يؤدي لكمون متدرج أو كمون عمل، حسب درجة زوال الاستقطاب.

### قنوات البوتاسيوم الأيونية
لقنوات البوتاسيوم أشكال عديدة، تظهر معظمها في خلايا حقيقيات النوى، وتميل لتثبيت غشاء الخلية نموذجيًا على جهد اعتكاس البوتاسيوم. كما في أيونات الصوديوم، تتعلق كمونات العمل والكمونات المتدرجة بقنوات البوتاسيوم. في حين يؤدي تدفق أيونات الصوديوم إلى العصبون لإزالة الاستقطاب، يسبب خروج أيونات البوتاسيوم من العصبون عودة استقطاب الجهد الكامن لغشاء العصبون. يتعلق تنشيط قنوات البوتاسيوم الأيونية بزوال الاستقطاب الناجم عن اندفاق أيونات الصوديوم خلال كمون العمل. كما في أيونات الصوديوم، تمتلك أيونات البوتاسيوم سمومها التي تؤدي لحصار عمل بروتين القناة. على سبيل المثال سم الهابطة الكبيرة، رباعي إيثيل الأمونيوم (تي إي إيه)، لكن يُلاحظ بأنه لا يمتلك آلية التأثير ذاتها على كافة قنوات البوتاسيوم، نظرًا لتنوعها بين الأجناس. استُعرف وجود قنوات البوتاسيوم لأول مرة في ذبابة الفاكهة الشائعة التي تهتز بشكل لا يمكن السيطرة عليه بسبب التخدير الناجم عن مشاكل في عودة استقطاب الخلايا الذي يؤدي لاستجابات فيزيولوجية كهربائية عصبية وعضلية غير طبيعية. استُعرفت قنوات البوتاسيوم لأول مرة من خلال التلاعب الوراثي الجزيئي (للذباب) بدلًا من تطبيق تنقية بروتين القناة، لأنه لم يكن هنالك لجائن معروفة عالية الألفة لقنوات البوتاسيوم (مثل تي إي إيه) في وقت الاكتشاف.

### قنوات الكالسيوم الأيونية
تعتبر قنوات الكالسيوم هامة جدًا في توصيل الإشارات الخلوية وأيضًافي إطلاق النواقل العصبية في النهايات المحورية. وُجدت أنواع مختلفة وعديدة لقنوات الكالسيوم في الخلايا المستثارة. وكما في قنوات الصوديوم الأيونية، عُزلت قنوات الكالسيوم واستنسخت باستخدام تقنية التنقية الاستشرابية. لوحظت قدرة قنوات الكالسيوم، كما في حالة إطلاق النواقل العصبية، على التفاعل مع البروتينات ما بين الخلوية، بالإضافة إلى دورها الأساسي في إرسال الإشارات، خاصةً في مواقع مثل الشبكة الإندوبلازمية العضلية للخلايا العضلية.

## المستقبلات
يمكن استخدام عدة أنواع من المستقبلات لإرسال الإشارات الخلوية والتواصل بما فيها المستقبلات الأيونوتروبية والمستقبلات التحولية. تُميز مستقبلات سطح الخلية هذه بحسب آلية العمل ومدته، إذ تتميز المستقبلات الأيونوتروبية بنقل الإشارات السريع، وتتميز المستقبلات التحولية بنقل الإشارات البطيء. تجمع المستقبلات التحولية أنواعًا عديدة من مستقبلات سطح الخلايا باختلاف ملحوظ في توصيل الإشارة.

### المستقبلات الأيونوتروبية
المستقبلات الأيونوتروبية، وتعرف أيضًا باسم القنوات الأيونية المرتبطة باللَجين، هي مستقبلات سريعة تتواسط الوظيفة العصبية والفيزيولوجية عبر جريان القناة الأيونية بارتباطها مع اللجين. تعتبر مستقبلات النيكوتين والغابا (GABA) والغلوتامات من أحد مستقبلات سطح الخلية التي تُنظم عبر جريان القناة الأيونية المرتبط باللجين. الغابا هو الناقل العصبي المثبط الأساسي للدماغ، والغلوتامات هو الناقل العصبي الاستثاري الأساسي للدماغ.

#### مستقبلات غابا
تعرف مستقبلات غابا إيه وغابا سي بأنها أيونوتروبية، بينما تُعرف مستقبلات غابا بي بأنها تحولية. تتواسط مستقبلات غابا إيه الاستجابات التثبيطية السريعة في الجهاز العصبي المركزي، وتوجد في العصبونات والخلايا الدبقية وخلايا لب الكظر. هي مسؤولة عن حث تدفق أيونات الكلور إلى داخل الخلايا، وبالتالي تقليل احتمال عودة استقطاب الغشاء التي سوف تحدث عند وصول كمونات عمل أو كمونات متدرجة. يمكن لمستقبلات غابا أيضًا أن تتفاعل مع لجائن غير داخلية المنشأ لتؤثر على النشاط. على سبيل المثال، مركب الديازيبام (الفاليوم تجاريًا) هو مناهض تفارغي إذ يزيد من ألفة المستقبل للغابا. تجعل تأثيرات التثبيط الفيزيولوجية المتزايدة الناجمة عن الربط المتزايد للغابا من الديازيبام مهدئًا أو مضاد اختلاج فعال (أدوية مضادة للصرع). وبشكل آخر، يمكن لمستقبلات الغابا أن تُستهدف بانخفاض تدفق الكلور بتأثير مسببات الاختلاج مثل بيكروتوكسين. الآلية المناهضة لعمل هذا المركب لا تؤثر بشكل مباشر على مستقبل الغابا، وإنما هنالك مركبات أخرى قادرة على إيقاف النشاط التفارغي، بما فيها تي-بوتيل بايسايكلو فوروثيونيت (تي بي بّي إس) وبنتيلين تيترازول (بّي زد تي). مقارنةً بغابا إيه، تمتلك مستقبلات غابا سي ألفة أعلى للغابا، إذ غالبًا ما يدوم نشاطها لوقت أطول، وغالبًا ما تنجم استجاباتها من خلال تراكيز غابا أقل.

#### مستقبلات الغلوتامات
تتضمن مستقبلات الغلوتامات الأيونوتروبية مستقبل ن-مثيل-د-أسبارتات (إن إم دي إيه NMDA)، ومستقبل «إيه إم بّي إيه AMPA»، ومستقبلات الكاينييت. تُسمى هذه المستقبلات بحسب المناهضات التي تساعد في نشاط الغلوتامات. تتميز مستقبلات إن إم دي إيه بآلياتها الاستثارية التي تؤثر على اللدونة العصبية في التعلم والذاكرة، بالإضافة إلى الإمراضيات العصبية مثل السكتة والصرع. تمتلك مستقبلات إن إم دي إيه عدة مواضع ربط تمامًا مثل مستقبلات غابا الأيونوتروبية ويمكنها التأثر بالمناهضات المشتركة مثل الناقل العصبي الغلايسين أو الفينسيكليدين (بّي سي بّي). تحمل مستقبلات إن إم دي إيه تيارًا من أيونات الكالسيوم، ويمكن حصارها بأيونات المغنيزيوم خارج الخلوية بحسب كهربائية كمون الغشاء. يزداد تدفق الكالسيوم هذا بسبب الجهود الاستثارية التالية للمشبك التي تنتجها مستقبلات إن إم دي إيه، ما ينشط توصيل الإشارات الخاص بالكالسيوم (مثل إطلاق الناقل العصبي). يولد مستقبل إيه إم بّي إيه تيارات استثارية تالية للمشبك أقصر وأكبر من مستقبلات الغلوتامات الأيونوتروبية.

### مستقبلات الأستيل كولين النيكوتينية
تربط مستقبلات النيكوتين الناقل العصبي أستيل كولين (إيه سي إتش) لإنتاج جريان قناة غير انتقائيّ الكاتيون يولد استجابات استثارية تالية للمشبك. يسبب نشاط المستقبل، الذي يتأثر باستهلاك النيكوتين، مشاعر مثل الشمق والاسترخاء والإدمان الحتمي في مستويات عالية.

#### المستقبلات التحولية
المستقبلات التحولية ذات استجابة بطيئة في الخلايا التالية للمشبك. تتميز هذه الاستجابات البطيئة نموذجيًا بأنها تسبب المزيد من التغيرات ما بين الخلوية في الكيمياء الحيوية. ينتج عن استجابات قبط الناقل العصبي للمستقبلات التحولية تفعيل الإنزيمات ما بين الخلوية وتوصيلاتها التي تشمل المرسالات الثانوية، كما في حالة المستقبلات المرتبطة بالبروتين جي. يتضمن العديد من المستقبلات التحولية مستقبلات غلوتامات محددة، ومستقبلات أستيل كولين موسكارينية، ومستقبلات غابا بي، ومستقبلات إنزيمات الكيناز.

#### المستقبلات المرتبطة بالبروتين جي
يمكن لتوصيل الإشارات المرتبط بالبروتين جي أن يضخم إشارات الناقل العصبي بشكل كبير لينتج مئات وآلاف المرسالات الثانوية في الخلايا. يمكن أن تسبب آلية عمل المستقبلات المرتبطة بالبروتين جي توصيلًا للإشارات كالتالي:
1. يرتبط الناقل العصبي بالمستقبل.
2. يطرأ على المستقبل تغير في التكوين الجزيئي ليسمح بارتباط معقد البروتين جي.
3. يُبدّل الغوانوزين ثنائي الفوسفات (جي دي بّيGDP) مع الغوانوزين ثلاثي الفوسفات (جي تي بّي GTP) إثر ارتباط البروتين جي بالمستقبل.
4. ترتبط تحت الوحدة ألفا من معقد البروتين جي بالجي تي بّي وتنفصل لترتبط مع البروتين المستهدف مثل محلقة الأدينيلات.
5. يزيد الارتباط بالبروتين الهدف من معدل إنتاج المرسال الثانوية (مثل الأدينوزين أحادي الفوسفات الحلقي cAMP) أو يخفضه.
6. يحلمه الجي تي بّي آز GTPase تحت الوحدة ألفا، إذ يرتبط بالجي دي بّي وتعود تحت الوحدة ألفا لمعقد البروتين جي غير النشط.